# Kazuhiro Koso
Kazuhiro Koso (født 6. marts 1959) er en tidligere japansk fodboldspiller og træner.
Han har spillet for flere forskellige klubber i sin karriere, herunder Matsushita Electric.
Han har tidligere trænet Sagan Tosu.